# اسلاون زامباتا
اسلاون زامباتا (کرواتی: Slaven Zambata؛ ۲۴ سپتامبر ۱۹۴۰ – ۲۹ اکتبر ۲۰۲۰) بازیکن فوتبال اهل کرواسی بود.
از باشگاه‌هایی که در آن بازی کرده‌است می‌توان به باشگاه فوتبال دینامو زاگرب اشاره کرد.
وی همچنین در تیم‌های ملی فوتبال زیر ۲۱ سال یوگسلاوی و یوگسلاوی بازی کرده‌است.